# Natan Balzam
Natan Balzam (ur. 11 grudnia 1909 w Sosnowcu, zm. 1942?) – polski fizjolog i mikrobiolog.
W roku 1927 po ukończeniu Gimnazjum Państwowe im. Stanisława Staszica w Sosnowcu rozpoczął studia na Wydziale  Filozofii  Uniwersytetu Jagiellońskiego, by w roku 1928 przenieść się na Uniwersytet Warszawski.
W latach 1931–1933 podjął pracę w Zakładzie Fizjologii Zwierząt w Instytucie Biologii Doświadczalnej im. Marcelego Nenckiego pod kierunkiem Kazimierza Białaszewicza.
Tytuł magistra uzyskał w 1934 roku na podstawie pracy Badania nad przemianą materii i energii w rozwoju owadów. 2. Stosunek produkcji cieplnej do procesów oddechowych w czasie rozwoju pozarodkowego owadów (Lymantria dispar L. i Bombyx mori L.), którą to pracę wydano również za granicą w roku 1933 pod tytułem Recherches sur le metabolisme chimique et énergétique au cours du développement postembryonaire des Insectes.
W roku 1937 uzyskał stopień doktora biologii za pracę Losy flory bakteryjnej podczas metamorfozy muchy mięsnej Calliphora erythrocephala, której promotorem był Kazimierz Bassalik. Również i ta praca była opublikowana za granicą pt. Destin de la flore bactérienne pendant la metamorphose de la mouche à viande (Calliphora erythrocephala)
Krótko przed wybuchem II wojny światowej wyemigrował do Francji. Zmarł w czasie wojny, prawdopodobnie wywieziony przez Niemców w jednym z transportów do Oświęcimia.
Prowadził badania nad zachowaniem się ptaków w zależności od obecności lub braku w pokarmie witamin z grupy B.
W literaturze światowej zapisał się jako jeden z pionierów gnotobiologii.

## Wybrane prace
- Aseptyczna hodowla zwierząt. 1. Aparatura i metodyka. 2. Aseptyczna hodowla kur na pokarmie witaminowym i bezwitaminowym